# 马尔布宗
马尔布宗（法語：Malbouzon，法語發音：[malbuzɔ̃]）是法国洛泽尔省的一个旧市镇，属于芒德区。2017年，马尔布宗与市镇普兰叙埃若勒合并为新市镇普兰叙埃若勒-马尔布宗，马尔布宗为新市镇行政中心。

## 地理
马尔布宗（44°42'4"N, 3°8'6"E）面积14.26 平方千米，位于法国奧克西塔尼大區洛泽尔省，该省份为法国南部内陆省份，北起上盧瓦爾省和康塔爾省，西接阿韦龙省，南至加尔省，东临阿尔代什省。
与马尔布宗接壤的市镇（或旧市镇、城区）包括：拉法日蒙蒂韦尔努、福德佩尔、普兰叙埃若勒、马尔沙斯泰勒、纳斯比纳勒、布里永。
马尔布宗的时区为UTC+01:00、UTC+02:00（夏令时）。

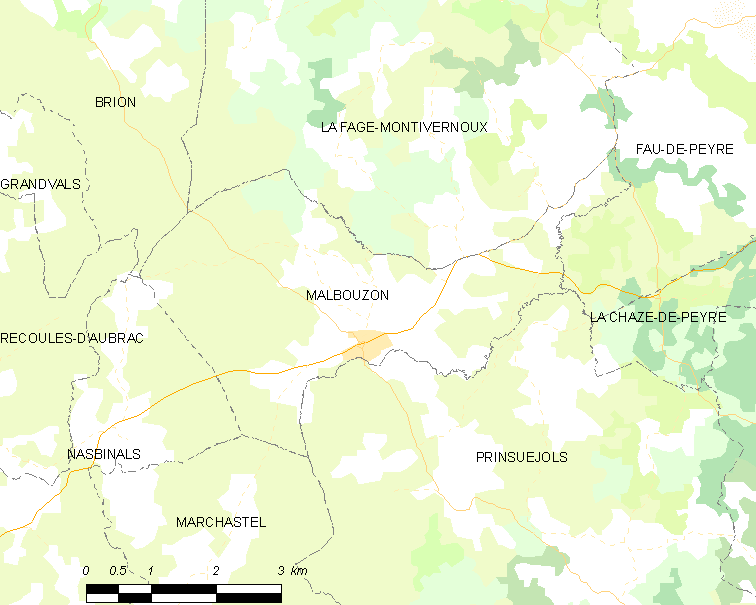
马尔布宗的OSM定位图

## 行政
马尔布宗的邮政编码为48270，INSEE市镇编码为48087。

## 政治
马尔布宗所属的省级选区为欧布拉克地区佩尔县。

## 人口

1962-2008年间马尔布宗人口变化图示

马尔布宗于2018年1月1日时的人口数量为123人。